# Setophaga dominica
Setophaga dominica е вид птица от семейство Parulidae. Видът е незастрашен от изчезване.

## Разпространение
Разпространен е в Ангуила, Антигуа и Барбуда, Бахамски острови, Барбадос, Белиз, Канада, Кайманови острови, Колумбия, Коста Рика, Куба, Доминика, Доминиканска република, Салвадор, Гваделупа, Гватемала, Хаити, Хондурас, Ямайка, Мартиника, Мексико, Монсерат, Никарагуа, Панама, Пуерто Рико, Сейнт Китс и Невис, Сейнт Лусия, Сейнт Винсент и Гренадини, Търкс и Кайкос и САЩ.